# 裂瓣角盘兰
裂瓣角盘兰（学名：Herminium alaschanicum）为兰科角盘兰属下的一个种。

## 扩展阅读
- 維基物種上的相關：裂瓣角盘兰